# Apanteles amaris
Apanteles amaris är en stekelart som beskrevs av Nixon 1967. Apanteles amaris ingår i släktet Apanteles och familjen bracksteklar. Inga underarter finns listade i Catalogue of Life.